# NGC 1030
NGC 1030 (również PGC 10088 lub UGC 2153) – galaktyka spiralna (Sbc), znajdująca się w gwiazdozbiorze Barana. Odkrył ją William Herschel 25 października 1786 roku.